# Östligt spökdjur
Östligt spökdjur, Tarsius tarsier ("spectrum") är en art av spökdjur som lever på Sulawesi och kringliggande småöar i Indonesien. Flera tidigare underarter har separerats från Tarsius tarsier och omklassificerats som egna arter. Återstoden har en konstig osammanhängande utbredning och bör sannolikt också delas upp i flera arter. Bevarandestatus: Sårbar

## Anatomi
Det östliga spökdjuret är en liten primat, men olika källor ger olika uppgifter om hur liten, från 124–128 mm lång upp till 230–243 mm lång, exklusive svansen. Pälsen är gulgrå och mjuk, och täcker hela kroppen. De första två tredjedelar av svansen är täckta av fjäll och vid svansspetsen förekommer en tofs av längre hår. Artens tandformel är I 2/1, C 1/1, P 3/3, M 3/3, alltså 34 tänder i hela tanduppsättningen.

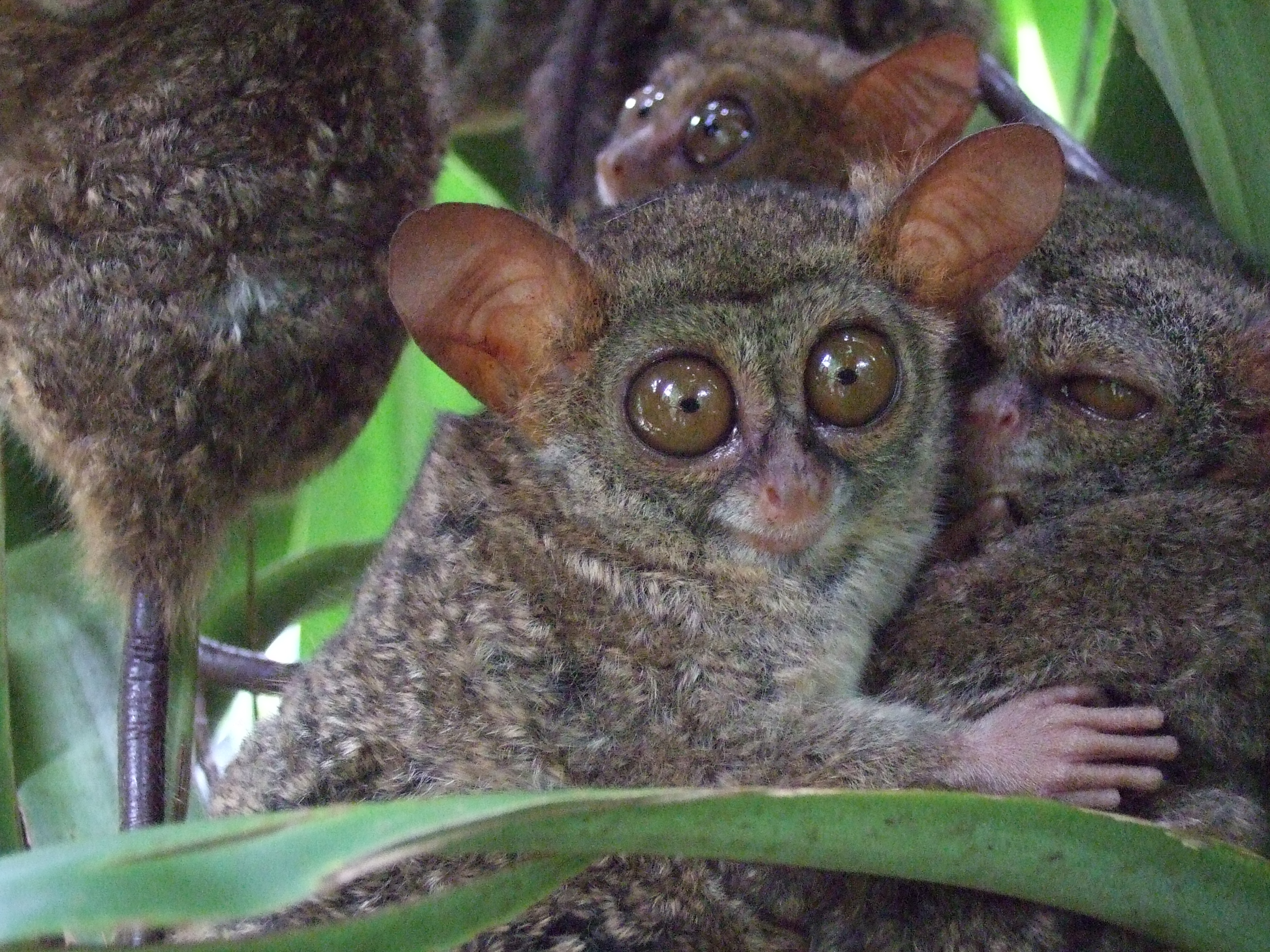
Grupp av östliga spökdjur på zoo i Indonesien.

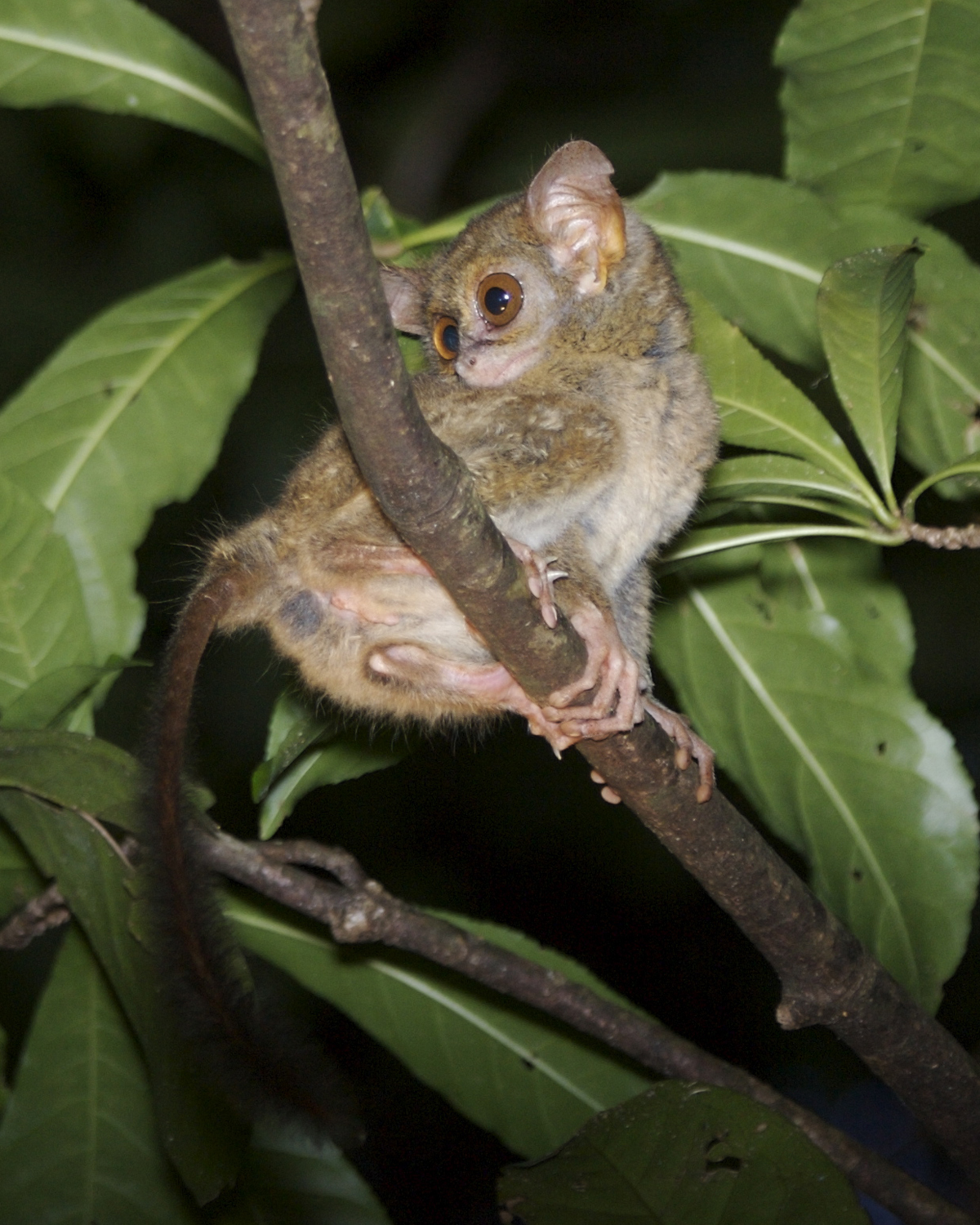
Östligt spökdjur.

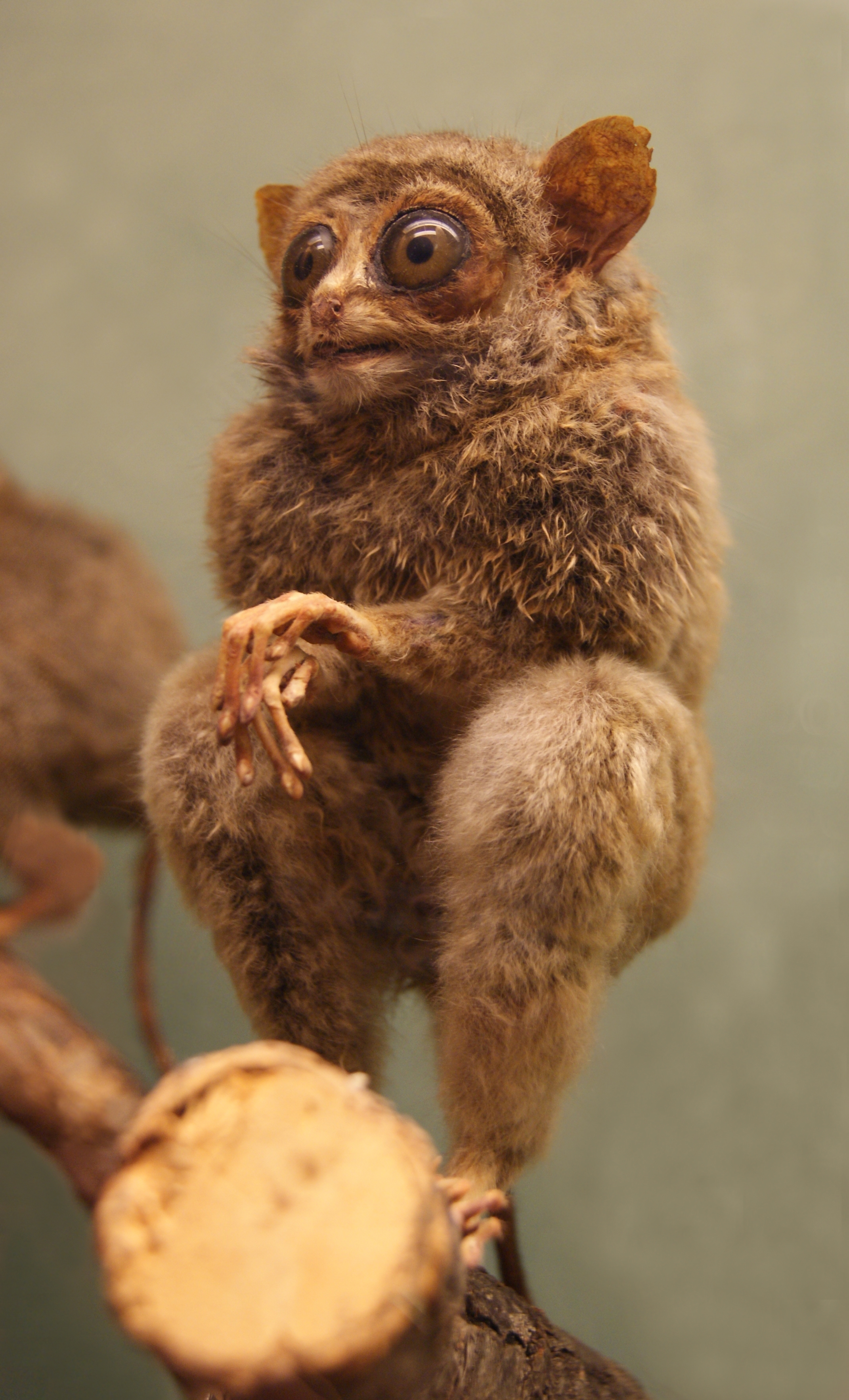
Ett uppstoppat Östligt spökdjur (Tarsius fuscus), en hane, utställd på Göteborgs Naturhistoriska museum.

## Ekologi
Liksom övriga spökdjur är det östliga spökdjuret ett rent rovdjur, som främst lever på insekter (skalbaggar, gräshoppor, fjärilar med mera), men även små ryggradsdjur som fladdermöss och ormar ingår i dieten. Den lever varhelst det finns tillräckligt tät undervegetation, i regnskog, mangroveskog, och även i plantager och andra störda miljöer.

## Socialt liv
De östliga spökdjuren lever i familjegrupper som tillsammans försvarar ett revir mot inkräktare av samma art. Normal revirstorlek är 2–3 hektar. Det östliga spökdjuret är ovanligt såtillvida att två olika fortplantningssystem förekommer, även inom samma population. De flesta östliga spökdjur lever i monogama par med en hona och en hanne, medan en minoritet på cirka 15 % lever i polygyni, med två eller tre honor tillsammans med en hanne. När ungarna blir vuxna flyttar de iväg från föräldrarnas revir och söker etablera en egen familj en bit därifrån. Hanarna flyttar dubbelt så långt som honorna, över 600 meter mot honornas knappt 300 meter i genomsnitt.